# Sylvilagus varynaensis
Sylvilagus varynaensis is een zoogdier uit de familie van de hazen en konijnen (Leporidae). De wetenschappelijke naam van de soort werd voor het eerst geldig gepubliceerd door Durant & Guevara in 2001.

## Voorkomen
De soort komt voor in Venezuela.